# Greensboro (Georgia)
Greensboro is een plaats (city) in de Amerikaanse staat Georgia, en valt bestuurlijk gezien onder Greene County.

## Demografie
Bij de volkstelling in 2000 werd het aantal inwoners vastgesteld op 3238.
In 2006 is het aantal inwoners door het United States Census Bureau geschat op 3241, een stijging van 3 (0.1%).

## Geografie
Volgens het United States Census Bureau beslaat de plaats een oppervlakte van
15,2 km², waarvan 15,1 km² land en 0,1 km² water. Greensboro ligt op ongeveer 170 m boven zeeniveau.

## Plaatsen in de nabije omgeving
De onderstaande figuur toont nabijgelegen plaatsen in een straal van 24 km rond Greensboro.